# Telewizja nocą
Telewizja nocą – program reporterski TVP2 o tematyce społecznej emitowany w latach 1988–1991.
Program prezentował reportaże o ludziach, którzy mieli m.in. problemy z alkoholem i używkami, z walką z AIDS i innymi chorobami, ciężkimi troskami życia codziennego oraz z problemami po wyjściu z zakładu karnego. Twórcą programu był Józef Węgrzyn, a program był prowadzony przez Aleksandra Małachowskiego i Halinę Miroszową.
Program był emitowany w każdą środę o 21:45 (chociaż emitowano go też np. o 23:50) w TP2 i trwał 45 minut. Miał bardzo dużą oglądalność. Emitowano go od czerwca 1988 do grudnia 1991.
W 61. odcinku serialu W labiryncie jedna z bohaterek serialu wystąpiła w tym właśnie programie. Tytuł tego odcinka nosił nazwę (czyli taką samą co nazwa tego programu) „Telewizja Nocą”.